# Peggy Dow
Peggy Dow (* 18. März 1928 in Columbia, Mississippi, als Peggy Josephine Varnadow) ist eine ehemalige US-amerikanische Schauspielerin.

## Leben und Karriere
Peggy Josephine Varnadow wurde als Tochter eines Geschäftsmannes in der Stadt Columbia geboren. Im Alter von vier Jahren zog sie mit ihrer Familie nach Covington in Louisiana. Am Gulf Park College in Gulfport verbrachte Varnadow die Highschool und die ersten College-Jahre, ihren College-Abschluss machte sie im Jahre 1948 an der Northwestern University in Illinois. Dort entdeckte sie auch ihr Interesse an der Schauspielerei und spielte in der Schauspielgruppe des Colleges mit. Nachdem sie kurzzeitig als Model sowie beim Radio gearbeitet hatte, entdeckte sie ein Agent für die Fernsehserie Your Show Time. Ihr Filmdebüt gab Varnadow später im Jahr im Thriller Tödlicher Sog neben Scott Brady und Bruce Bennett. Ihr recht langer Name wurde daraufhin auf Peggy Dow verkürzt. 
Tödlicher Sog wurde zum Startschuss einer erfolgreichen, aber äußerst kurzen Karriere von neun Filmen. Ihren größten Erfolg hatte sie 1950 als liebreizende Krankenschwester an der Seite von James Stewart in der Komödie Mein Freund Harvey. Im August dieses Jahres war sie auf dem Cover des Life-Magazins zu sehen. 1951 spielte Dow die weibliche Hauptrolle im Drama Sieg über das Dunkel neben Arthur Kennedy, der für seinen Auftritt eine Oscar-Nominierung erhielt. 
Noch im selben Jahr zog sie sich nach nur drei Jahren aus dem Filmgeschäft zurück, um Walter Helmerich III., den Mitbesitzer einer der größten Ölbohrfirmen der USA, zu heiraten. Sie blieben über 60 Jahre verheiratet, bis Walter im Januar 2012 im Alter von 88 Jahren verstarb. Das Ehepaar hat fünf Söhne. Dow übernahm den Nachnamen ihres Ehemannes und war als Peggy V. Helmerich über Jahrzehnte als Philanthropin an zahlreichen Wohltätigkeitsaktionen beteiligt. Der Peggy V. Helmerich Distinguished Author Award ist nach ihr benannt und wird seit 1985 an international bedeutende Autoren verliehen.

## Filmografie
- 1949: Your Show Time (Fernsehserie, eine Folge)
- 1949: Tödlicher Sog (Undertow)
- 1950: Dein Leben in meiner Hand (Woman in Hiding)
- 1950: Ohne Skrupel (Shakedown)
- 1950: The Sleeping City
- 1950: Mein Freund Harvey (Harvey)
- 1951: Sieg über das Dunkel (Bright Victory)
- 1951: You Never Can Tell
- 1951: Reunion in Reno
- 1951: Im Sturm der Zeit (I Want You)